# الكبير أوي 8 (مسلسل)
الكبير أوي 8 هو الجزء الثامن من سلسلة الكبير أوي و الذي عرض في شهر رمضان عام 1445هـ، من بطولة أحمد مكي ورحمة أحمد فرج ومحمد سلام وبيومي فؤاد، ومن إخراج أحمد الجندي.

## طاقم التمثيل
| - أحمد مكي: الكبير / جوني / حزلقوم - محمد سلام: هجرس - رحمة أحمد فرج: مربوحة | - بيومي فؤاد: دكتور ربيع - حسين أبو حجاج: أشرف - مصطفى غريب: العترة | - حاتم صلاح: نفادي - عبدالرحمن ظاظا: طبازة - محمد قلبظ: سالم | - عبدالرحمن طه: الطفل جوني ابن الكبير |